# Dinotrema subcubicum
Dinotrema subcubicum är en stekelart som först beskrevs av Fischer 1969.  Dinotrema subcubicum ingår i släktet Dinotrema och familjen bracksteklar. Utöver nominatformen finns också underarten D. s. asiaticum.